# 柊★たくみ
柊★たくみ（ひいらぎ・ぼし・たくみ）は、日本の男性パソコンゲームデザイナー、シナリオライター、ライトノベル作家。元RusK所属。同人ゲームサークル「いつものところ」主宰。
アダルトゲームをベースに活動している。アミューズメントメディア総合学院ノベルス学科卒業。

## 作品一覧
※ ここでは商業作品について扱う。同人作品は記事「いつものところ」を参照。

### ゲーム
- いただきじゃんがりあん （2000年、すたじおみりす）※シナリオ・声優（佐藤和己役）
- いただきじゃんがりあんちょこっとあどべんちゃー （2000年、すたじおみりす）※シナリオ
- カラフルBOX （2004年、サウンドテイル）※企画・シナリオ
- カラフルBOX to Love （2004年、KID）

「カラフルBOX」をPlayStation 2に移植・非18禁化したもの
- 空缶 〜KaRaKan〜 （2004年、RusK）
- いただきじゃんがりあんR （2005年、すたじおみりす）※シナリオ
- 君と恋して結ばれて （2006年、RusK）※企画・シナリオ
- Aster （2007年、RusK）※企画・シナリオ
- 星空へ架かる橋 （2009年、feng）※シナリオ
- ちいさな彼女の小夜曲 （2013年、feng）※シナリオ

### 小説
- アブソリュート・デュオ（MF文庫J、メディアファクトリー、イラスト：浅葉ゆう）